# كليف كومبتون
كليف كومبتون (بالإنجليزية: Cliff Compton)‏ هو مصارع محترف أمريكي، ولد في 2 نوفمبر 1979 في مقاطعة ناسو في الولايات المتحدة.

## وصلات خارجية
- كليف كومبتون على موقع WrestlingData.com (الإنجليزية)
- كليف كومبتون على موقع CageMatch worker (الإنجليزية)
- كليف كومبتون على موقع قاعدة بيانات المصارعة على الإنترنت (الإنجليزية)
- كليف كومبتون على موقع عالم المصارعة على الإنترنت (الإنجليزية)
- كليف كومبتون على موقع عالم المصارعة على الإنترنت (الإنجليزية)

- كليف كومبتون على موقع IMDb (الإنجليزية)
- كليف كومبتون على موقع قاعدة بيانات الفيلم (الإنجليزية)